# Holyhead

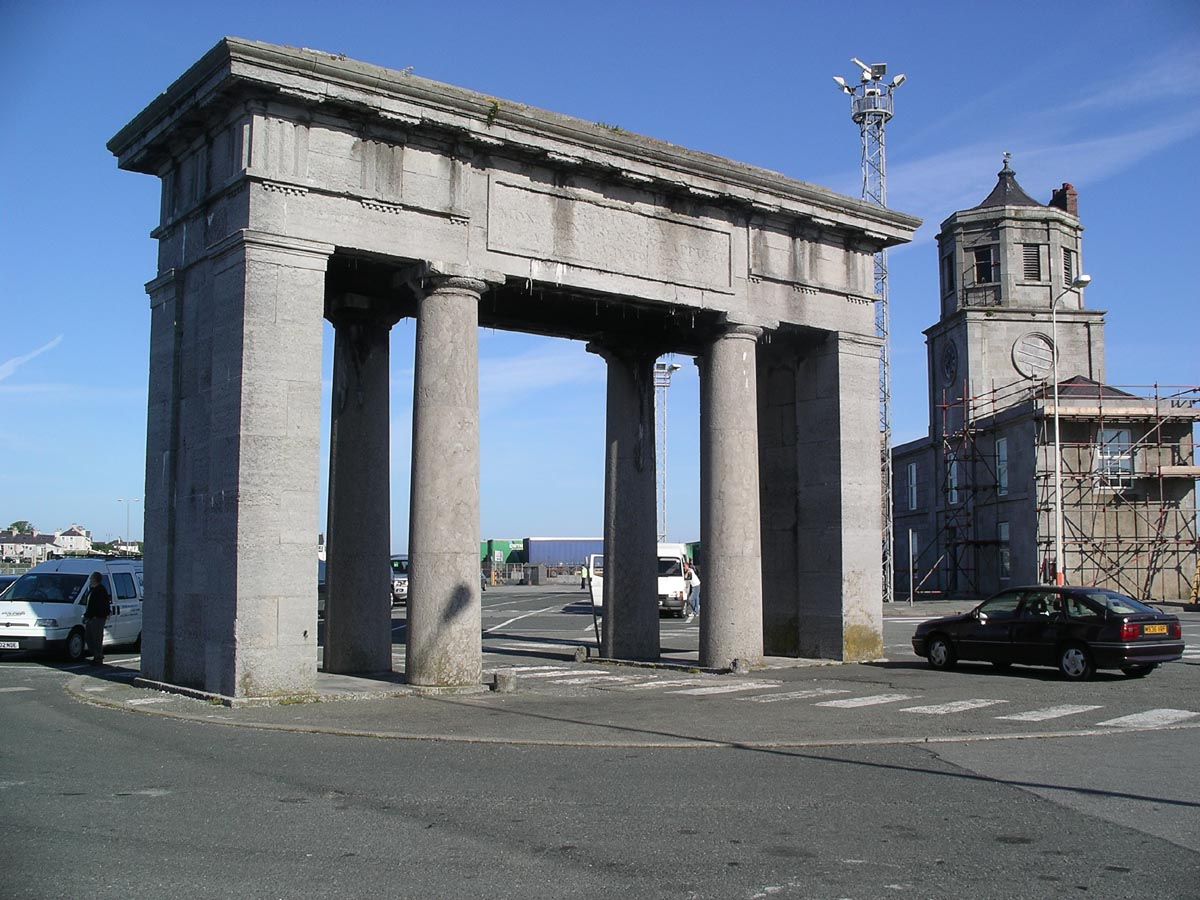
O Admiralty Arch em Holyhead, fim da estrada A5.

Holyhead (AFI: [ˈhɒlihɛd]; galês: Caergybi, "o forte de São Cybi") é a maior cidade do condado de Anglesey no noroeste do País de Gales.
Holyhead (Cabeça-Santa) não é referente a "cabeça" da ilha de Anglesey, mas sim referente a outra ilha, chamada Ilha Holy, a oeste de Anglesey.
Há um porto em Holyhead, onde balsas partem por Dublim na Irlanda.